# ان‌جی‌سی ۳۲۵۹
ان‌جی‌سی ۳۲۵۹ (انگلیسی: NGC 3259) نام یک کهکشان مارپیچی میله‌ای در صورت فلکی خرس بزرگ است.